# 790
790 (DCCXC) fue un año común comenzado en viernes del calendario juliano, en vigor en aquella fecha.

## Acontecimientos
- Bellón, legendario primer conde de Carcasona.
- Construcción de la abadía de Sant-Riquier (Francia).

## Nacimientos
- San Federico, obispo de Utrecht
- Roberto III, conde de París